# Warsaw Shore (temporada 12)
La duodécima temporada de Warsaw Shore, un programa de televisión polaco con sede en Varsovia, transmitido por MTV Polonia, se confirmó en julio de 2019 y comenzó a emitirse el 22 de septiembre de 2019. Fue filmada en Mielno. Gábor Szabó se unió al programa, también incluye posibles nuevos miembros del reparto: Joanna Bałdys y Paweł Hałabuda, Anna Tokarska y Radosław Majchrowski, y Aleksandr Muzheiko quien participó en Top Model Polonia 6. 
Los posibles nuevos miembros del reparto fueron seleccionados por el director del programa y jefe del elenco desde la quinta temporada, Jacek Nowak. Joanna y Paweł fueron desalojados de la casa por el jefe ya que no podían quedarse de manera permanentemente, ambos regresaron en el duodécimo episodio. Durante el octavo episodio, Anna Tokarska y Radosław fueron seleccionados como miembros oficiales, sin embargo después del duodécimo episodio Tokarska no siguió apareciendo en el programa al igual que Paweł, en su lugar Joanna fue seleccionada.
Esta es la última temporada en incluir al miembro del reparto original Anna Aleksandrzak y Damian Zduńczyk como miembros principales después de abandonar el programa. También se anunció que esta sería la última temporada Damian Graf, sin embargo regresó a la próxima temporada.
Contó con el breve regreso de Jakub Henke y Wojciech Gola.

## Reparto
Principal:
- Anastasiya Yandaltsava
- Anna "Ania Mała" Aleksandrzak
- Damian "Dzik" Graf
- Damian "Stifler" Zduńczyk
- Ewa Piekut
- Ewelina Kubiak
- Gábor "Gabo" Szabó
- Joanna "Asia" Bałdys
- Kasjusz "Don Kasjo" Życiński
- Patryk Spiker
- Piotr "Pedro" Polak

Recurrente:
A continuación los miembros del reparto que no fueron acreditados como principales:
- Aleksandr "Sasha" Muzheiko
- Anna "Ania" Tokarska
- Jakub "Ptyś" Henke
- Paweł Hałabuda
- Radosław "Diva" Majchrowski
- Wojciech "Wojtek" Gola

### Duración del reparto
| Nombre     | Episodios | Episodios | Episodios | Episodios | Episodios | Episodios | Episodios | Episodios | Episodios | Episodios | Episodios | Episodios | Episodios |
| Nombre     | 1         | 2         | 3         | 4         | 5         | 6         | 7         | 8         | 9         | 10        | 11        | 12        | 13        |
| Anastasiya |           |           |           |           |           |           |           |           |           |           |           |           |           |
| Ania Mała  |           |           |           |           |           |           |           |           |           |           |           |           |           |
| Asia       |           |           |           |           |           |           |           |           |           |           |           |           |           |
| Don Kasjo  |           |           |           |           |           |           |           |           |           |           |           |           |           |
| Dzik       |           |           |           |           |           |           |           |           |           |           |           |           |           |
| Ewa        |           |           |           |           |           |           |           |           |           |           |           |           |           |
| Ewelina    |           |           |           |           |           |           |           |           |           |           |           |           |           |
| Gabo       |           |           |           |           |           |           |           |           |           |           |           |           |           |
| Paweł H    |           |           |           |           |           |           |           |           |           |           |           |           |           |
| Pedro      |           |           |           |           |           |           |           |           |           |           |           |           |           |
| Spiker     |           |           |           |           |           |           |           |           |           |           |           |           |           |
| Stifler    |           |           |           |           |           |           |           |           |           |           |           |           |           |
| Ania       |           |           |           |           |           |           |           |           |           |           |           |           |           |
| Diva       |           |           |           |           |           |           |           |           |           |           |           |           |           |
| Ptyś       |           |           |           |           |           |           |           |           |           |           |           |           |           |
| Sasha      |           |           |           |           |           |           |           |           |           |           |           |           |           |
| Wojtek     |           |           |           |           |           |           |           |           |           |           |           |           |           |
| ---------- | --------- | --------- | --------- | --------- | --------- | --------- | --------- | --------- | --------- | --------- | --------- | --------- | --------- |

## Episodios
| N.º (total) | N.º (temp.) | Título        | Estreno                             | Audiencia (en millones) |
| ----------- | ----------- | ------------- | ----------------------------------- | ----------------------- |
| 142         | 1           | «Episodio 1»  | 22 de septiembre de 2019            | N/D                     |
| 143         | 2           | «Episodio 2»  | 29 de septiembre de 2019            | N/D                     |
| 144         | 3           | «Episodio 3»  | 6 de octubre de 2019                | N/D                     |
| 145         | 4           | «Episodio 4»  | 20 de octubre de 2019               | N/D                     |
| 146         | 5           | «Episodio 5»  | 27 de octubre de 2019               | N/D                     |
| 147         | 6           | «Episodio 6»  | 3 de noviembre de 2019              | N/D                     |
| 148         | 7           | «Episodio 7»  | 10 de noviembre de 2019             | N/D                     |
| 149         | 8           | «Episodio 8»  | 17 de noviembre de 2019             | N/D                     |
| 150         | 9           | «Episodio 9»  | 24 de noviembre de 2019             | N/D                     |
| 151         | 10          | «Episodio 10» | 1 de diciembre de 2019              | N/D                     |
| 152         | 11          | «Episodio 11» | 8 de diciembre de 2019              | N/D                     |
| 153         | 12          | «Episodio 12» | 15 de diciembre de 2019             | N/D                     |
| 154         | 13          | «Episodio 13» | 22 de diciembre de 2019 (Player.pl) | N/D                     |